# Narcís Masferrer i Sala
Narcís Masferrer i Sala   (Madrid, 26 d'abril de 1867 - Barcelona, 9 d'abril de 1941) fou un pioner de l'esport català i del periodisme esportiu.

## Trajectòria esportiva
Va ser un home clau en el desenvolupament de l'esport espanyol i català al canvi del segle xix al xx. Fou present a la majoria d'iniciatives de l'esport català de la segona meitat de segle xix i primer terç de segle xx. A Madrid havia fundat la Real Sociedad Gimnástica Española (1887) de la qual va esdevenir president, i en establir-se a Barcelona va impulsar l'Associació Gimnàstica Catalana (1887) i refundà la Federació Gimnàstica Espanyola (1898), que en els seus inicis va actuar de facto com una federació espanyola de futbol. Va participar en la reunió fundacional del Barça el 29 de novembre del 1899. Va ser vicepresident del Futbol Club Barcelona des de 1909 a 1910 i president de la FCF.
El 1911 va presidir la Unión Velocipédica Espanyola precedents de la Federació Catalana de Ciclisme, des d'on va impulsar la creació de la Volta a Catalunya, primera cursa ciclista per etapes d'Espanya i una de les més antigues del món. En representació del FC Gladiator, es va convertir en el primer president de la Federació de Futbol de l'Est precedent de la Federació Catalana de Futbol que incloïa els equips catalans més els equips valencians.
Va intervenir en les creacions del Comitè Olímpic Català (1913) i en la reorganització de l'Espanyol, així com en la creació de la Confederació Esportiva de Catalunya (1922). Va ser promotor d'una candidatura de Barcelona pels Jocs Olímpics de 1924 i, a aquest efecte, impulsà la construcció de l'estadi de La Foixarda, inaugurat el 1921.
El1920 també va ser nomenat secretari general de la Cambra de l'Automòbil i va presidir tots els Salons de l'Automòbil que es van celebrar entre els anys vint i trenta. A finals de 1928 va formar part del Comitè Organitzador de l'Exposició Internacional de Barcelona de 1929 en la qual es va inaugurar l'Estadi de Montjuïc, que també havia impulsat. I el 1939, després de la Guerra Civil, va tornar a ser membre del Comitè Olímpic Espanyol i president de la Unió Velocipèdica Espanyola del 1932 al 1933 i lligat a l'esport català fins a la seva mort el 1941. En memòria seva, es va disputar durant molts anys el Trofeu Masferrer el dia abans de l'inici de la Volta a Catalunya.

## Trajectòria periodística
Desitjós de divulgar l'esport, també va tenir una destacada activitat com a periodista, fundant alguns dels principals diaris barcelonins com «Los Deportes» (1897), «Vida Deportiva» (1902) i «El Mundo Deportivo» (1906). Posteriorment va dirigir la revista «Stadium», va escriure a «La Vanguardia» diari on va relatar la sessió fundacional del Barça en un article del 29 de novembre del 1924, 25 anys després de la reunió. També va ser corresponsal de la francesa «L'Auto».